# Sicherheitskennzeichen

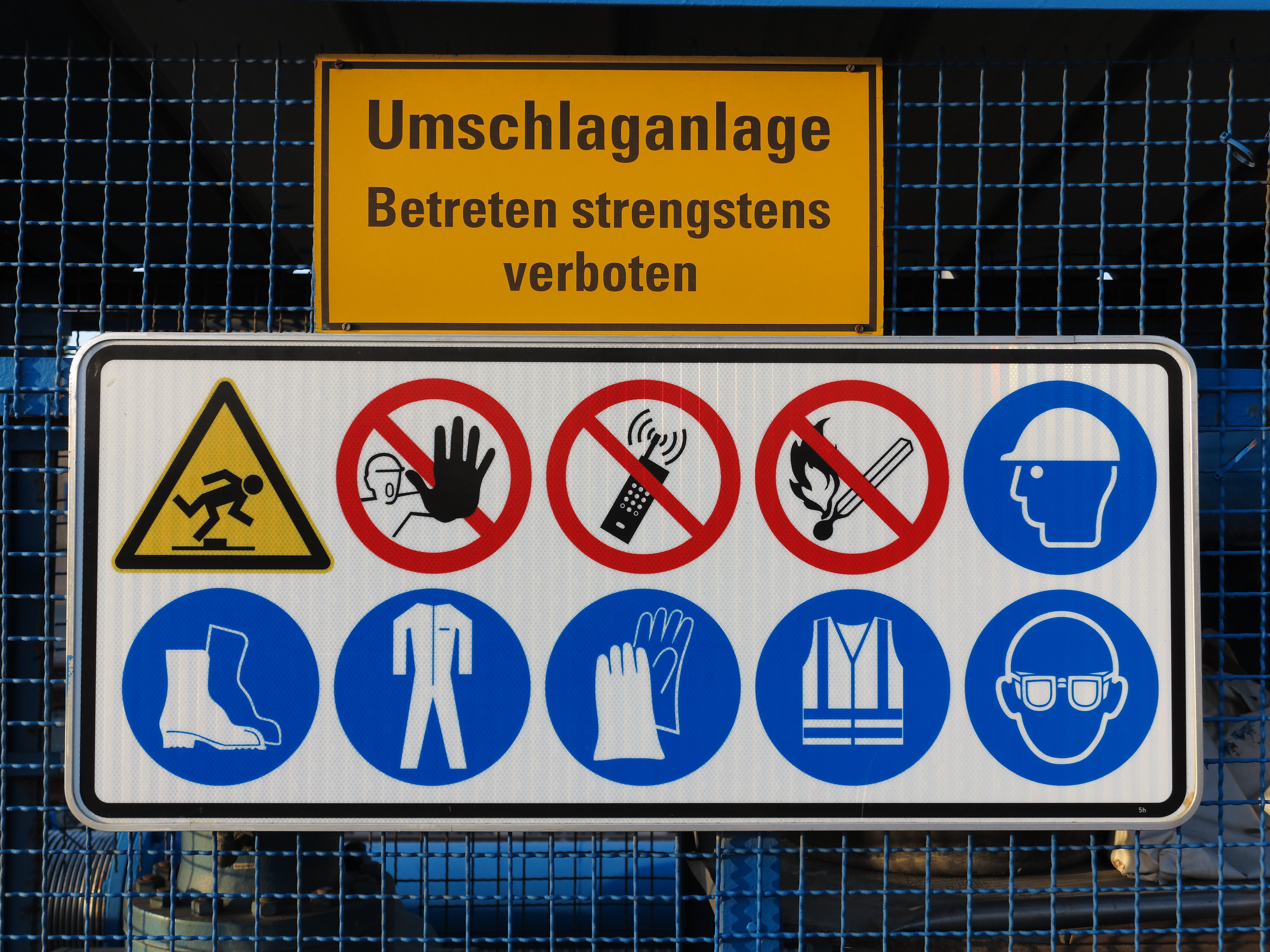
Verschiedene Arten von Sicherheitszeichen

Das Anbringen von Sicherheitskennzeichen (nach  DIN Sicherheitszeichen), die Sicherheitskennzeichnung, dient der Unfallverhütung und dem Gesundheitsschutz im Speziellen und der Sicherheit im Allgemeinen, insbesondere am Arbeitsplatz (Arbeitsschutz bzw. Arbeitssicherheit).

## Grundlagen
Sicherheitskennzeichen sind oftmals als Piktogramme gestaltet und insoweit selbsterklärend. Ihre Bedeutung wird darüber hinaus oftmals in schriftlichen Brandschutzordnungen allen Mitarbeitern eines Betriebes oder einer Einrichtung und darüber hinaus durch Aushänge auch Besuchern und Gästen erklärt.
Sicherheitskennzeichen werden darüber hinaus zum Zeichnen von Flucht- und Rettungsplänen, von Feuerwehrplänen und von Feuerwehrlaufkarten benutzt.
Sicherheitszeichen müssen, um als solche zu gelten, eine Sicherheitsaussage beinhalten. Das bedeutet, dass mit den Zeichen ein Verhalten erwirkt werden soll, welches Gefahren abwehrt oder bekämpft. In diesem Sinne sind z. B. Rauch- oder Zutrittsverbote, welche nicht der Sicherheit oder dem Gesundheitsschutz dienen, keine Sicherheits-, sondern Hinweiszeichen, auch wenn dafür Sicherheitszeichen verwendet werden. Außerdem zählen die Kennzeichnung von Gefahrstoffen wie auch die Verkehrszeichen nicht zu den Sicherheitszeichen, auch wenn durch sie Sicherheitsaussagen getroffen werden.
Die Sicherheitszeichen unterscheiden sich in fünf Gruppen:

### Warnzeichen
Gemäß Punkt 3.4 ASR A1.3 warnen Warnzeichen vor Risiken oder Gefahren. Solche können von Gefahrstoffen, elektrischer Energie, Strahlung, innerbetrieblichem Verkehr, Tieren, Maschinen etc. ausgehen. Warnzeichen enthalten keine Verhaltensaufforderung über die Vorsicht hinaus, dafür bedient man sich Verbots- oder Gebotszeichen. Warnungen im Straßenverkehr werden nicht von Warn-, sondern von Gefahrzeichen gegeben. Im innerbetrieblichen Verkehr können beide nebeneinander angewendet werden.
Siehe auch: Warnzeichen nach ISO 7010, Strahlenwarnzeichen und Warnschild

### Verbotszeichen
Entsprechend Punkt 3.3 ASR A1.3 untersagen sie gefährliche Verhaltensweisen oder Gegenstände. Hierbei sind insbesondere Rauch- und Feuerverbote, Zutrittsverbote, Tierverbote usw. zu nennen. Grundsätzlich sollen nach Norm nur ein Verhalten oder Gegenstand pro Zeichen verboten werden. Verbote im Straßenverkehr werden nicht durch Verbots-, sondern Vorschriftszeichen gegeben.
Siehe auch: Verbotszeichen nach ISO 7010

### Gebotszeichen
Nach Punkt 3.5 ASR A1.3 schreiben Gebotszeichen ein Verhalten oder Gegenstände vor, durch die Gefahren vermieden werden. Bekannte Beispiele sind die Gebote, Helm, Schutzbrille oder Warnweste (und andere Schutzkleidung) zu tragen. Wie auch bei den Verbotszeichen sollen pro Zeichen nur ein Verhalten oder Gegenstand vorgeschrieben werden, in der Praxis bedient man sich aber bei Schutzkleidung häufig Kombizeichen. Gebote im Straßenverkehr werden nicht durch Gebots-, sondern ebenfalls Vorschriftszeichen gegeben.
Siehe auch: Gebotszeichen nach ISO 7010

### Rettungszeichen
Sie weisen nach Punkt 3.6 ASR A1.3 auf Rettungswege/Notausgänge bzw. Sammelstellen sowie Wege und Standorte von Erste Hilfe-Material und Rettungsgerät hin. Bekanntestes Beispiel ist wohl das Erste-Hilfe-Symbol selbst, welches dem Roten Kreuz nachempfunden ist. Weitere Beispiele sind Augenduschen/Notduschen, Sammelstellen, Fluchtwege, Notruftelefon etc.
Siehe auch: Rettungszeichen nach ISO 7010

### Brandschutzzeichen
Diese weisen nach Punkt 3.7 ASR A1.3 auf Brandmelde- und Feuerlöscheinrichtungen hin. Dazu zählen Feuermelder, Feuerlöscher, Hydranten, Brandmeldetelefone etc.
Siehe auch: Brandschutzzeichen nach ISO 7010 und Hinweisschilder für Löschwassereinrichtungen

## Sicherheitsfarben und geometrische Form
Im Anhang II der Richtlinie 92/58/EWG und in der Technischen Regel für Arbeitsstätten ASR A1.3 sind folgenden Formen und Farben für die Sicherheitszeichen festgelegt:
| Zeichensorte       | Bedeutung       | Farbe (nach ISO 3864-4) | Form                                        | Beispiel                                                           |
| ------------------ | --------------- | ----------------------- | ------------------------------------------- | ------------------------------------------------------------------ |
| Verbotszeichen     | Verbot          | Rot                     | Kreis mit Diagonalbalken                    | Keine offene Flamme; Feuer, offene Zündquelle und Rauchen verboten |
| Gebotszeichen      | Gebot           | Blau                    | Kreis                                       | Gehörschutz benutzen                                               |
| Warnzeichen        | Warnung         | Gelb                    | gleichseitiges Dreieck mit gerundeten Ecken | Warnung vor explosionsgefährlichen Stoffen                         |
| Rettungszeichen    | Gefahrlosigkeit | Grün                    | Quadrat oder rechteckige Fläche             | Sammelstelle                                                       |
| Brandschutzzeichen | Brandschutz     | Rot                     | Quadrat                                     | Feuerlöscher                                                       |

## Rechtsvorschriften und technische Normen

### International
Die Norm ISO 7010 gilt weltweit. Außerdem existieren noch zahlreiche weitere Normen bezüglich der Sicherheitszeichen, etwa die Norm ISO 21482, welche ein zusätzliches Strahlenwarnzeichen definiert, außerdem zahlreiche Normen bezüglich der Gestaltung von Sicherheitszeichen an Maschinen. Außerdem definiert die IMO in der Resolution A.1116(30) weitere Sicherheitszeichen für Seeschiffe, welche jedoch mittlerweile bis auf die Zeichen für die Brandschutzpläne an Bord (SIS) weitgehend identisch mit der Norm ISO 7010 sind.
Die ISO 7010 definiert Kennbuchstaben für die verschiedenen Kategorien der Sicherheitskennzeichen:
- P = Verbotszeichen
- W = Warnzeichen
- M = Gebotszeichen
- E = Rettungszeichen
- F = Brandschutzzeichen

Durch den Kennbuchstabe sowie einer dreistelligen Ziffer lässt sich jedes genormte Sicherheitskennzeichen identifizieren.

### Europäische Union

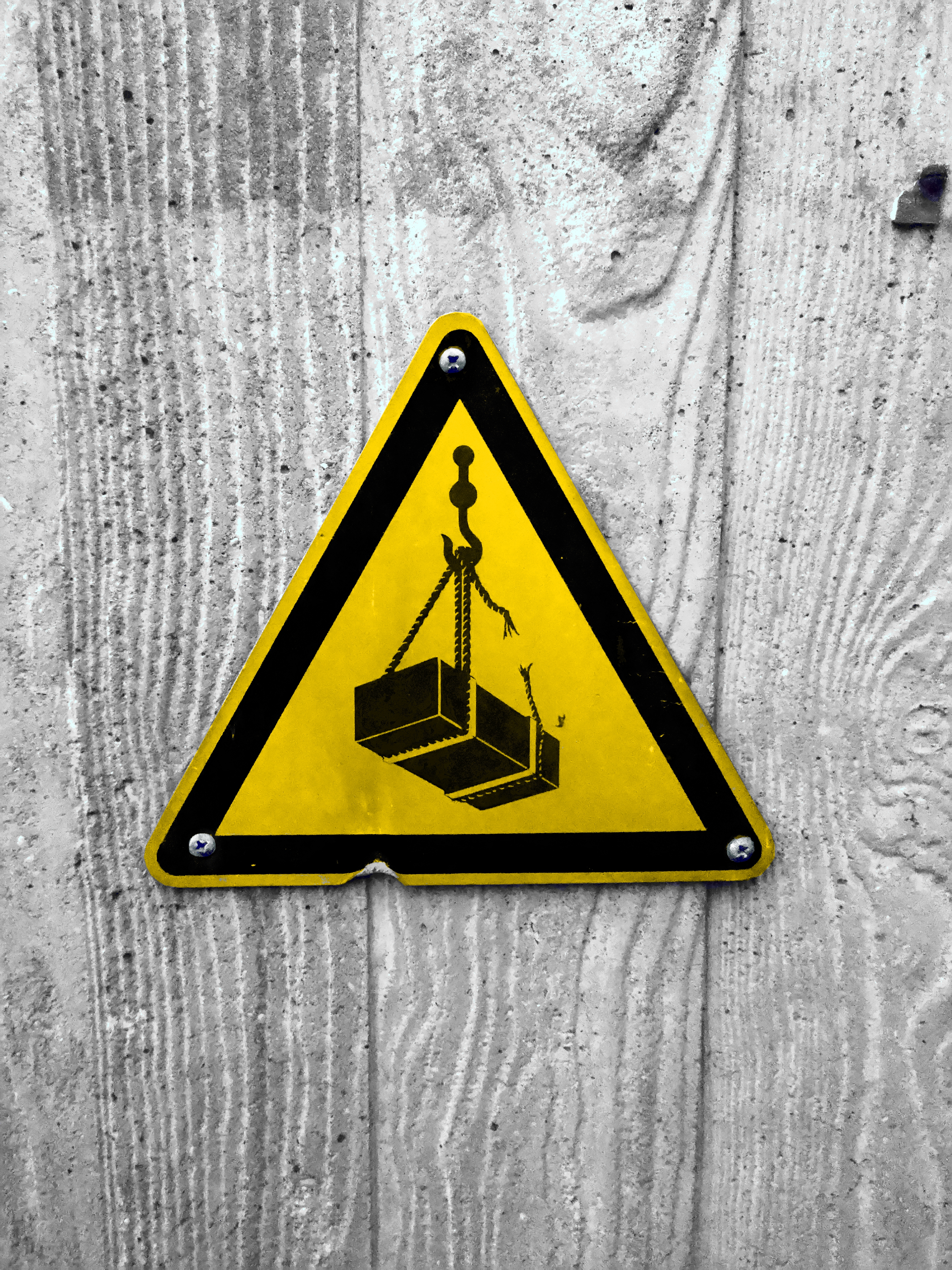
Ein Warnschild entsprechend der Richtlinie 92/58/EWG bzw. Richtlinie 77/576/EWG, welches noch 2023 an einem Kran vor schwebenden Lasten warnt.

In der Europäischen Union sind die Sicherheitszeichen durch die Richtlinie 92/58/EWG des Rates vom 24. Juni 1992 über Mindestvorschriften für die Sicherheits- und/oder Gesundheitsschutzkennzeichnung am Arbeitsplatz harmonisiert. Sie löst die vorher bestehende Richtlinie 77/576/EWG des Rates vom 25. Juli 1977 zur Angleichung der Rechts- und Verwaltungsvorschriften der Mitgliedstaaten über die Sicherheitskennzeichnung am Arbeitsplatz ab.

### Deutschland

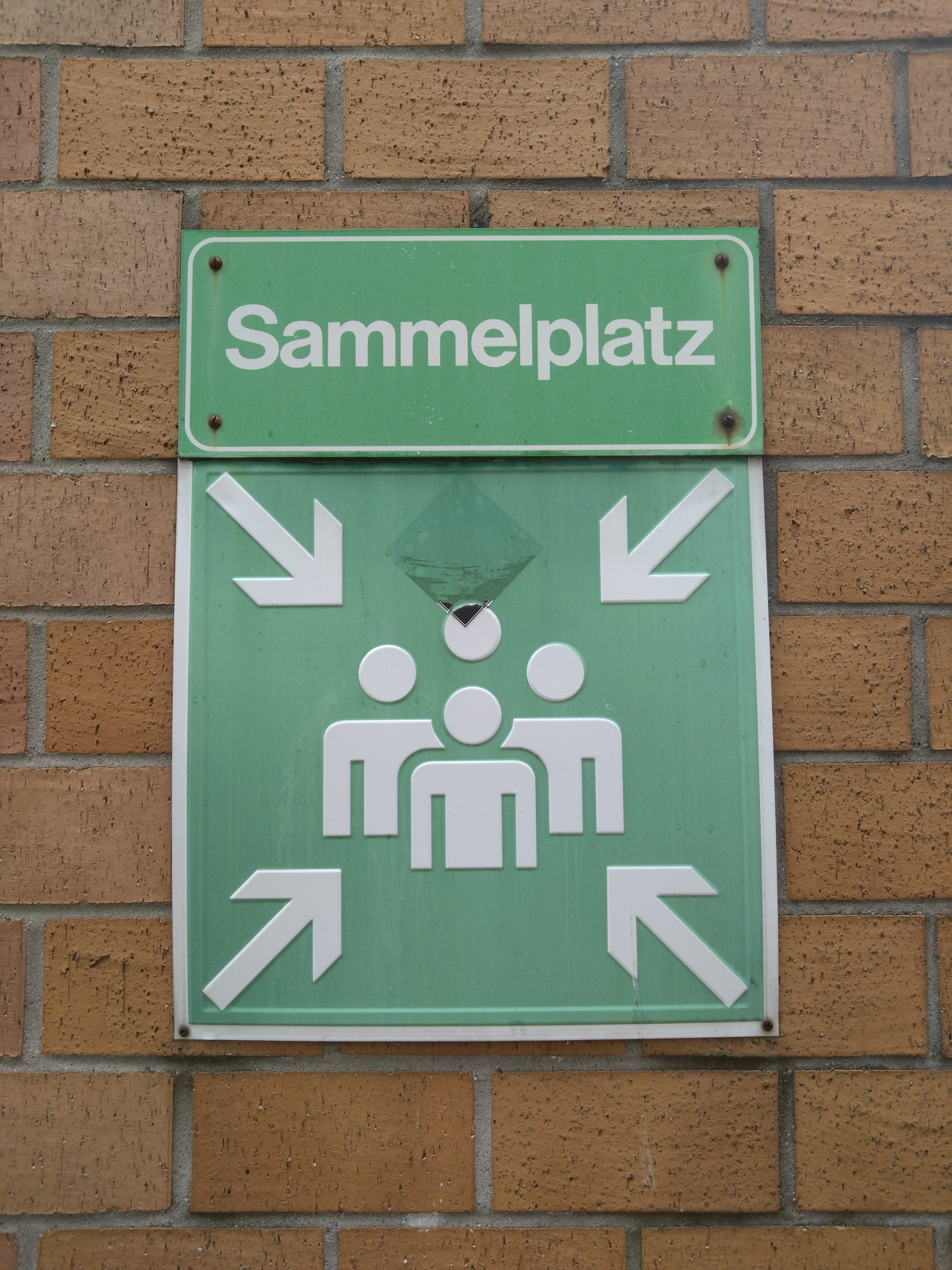
Ein Sicherheitszeichen entsprechend BGV A8, ASR A1.3 und DIN 4844-2

#### Rechts- und Unfallverhütungsvorschriften, ASR
In Deutschland wurde die Richtlinie 92/58/EWG in der DGUV-Information 211-041 Sicherheits- und Gesundheitsschutzkennzeichnung am Arbeitsplatz, der mittlerweile zurückgezogenen Berufsgenossenschaftlichen Vorschrift BGV A8 (ehemals VBG 125), der Unfallverhütungsvorschrift VSG 1.5 der SVLFG und in der Technischen Regel für Arbeitsstätten ASR A1.3 umgesetzt.
Die ASR A1.3 definiert über die in der DIN EN ISO 7010 definierten Kategorien hinaus Zusatzzeichen, die zusammen mit einem Sicherheitszeichen verwendet werden und ein Kombinationszeichen ergeben.
Wo Sicherheitskennzeichen anzubringen sind, wird ausführlich in der Arbeitsstättenverordnung und vielen Spezialvorschriften vor allem zum Brandschutz geregelt.

#### Normung
Die DIN-Normen DIN 4844-1 und DIN 4844-2 legen die Sicherheitsfarben und Sicherheitszeichen fest, die für den Zweck der Unfallverhütung, des Brandschutzes, des Schutzes vor Gesundheitsgefährdungen und für Fluchtwege angewendet werden. Außerdem gibt es spezielle Normen für einzelne Arbeitsstätten, wie etwa die DIN 23330 für den Bergbau.
Die neuen Symbole nach der Norm DIN EN ISO 7010 sind international und europäisch abgestimmt und wurden zum 27. Februar 2013 in der Technischen Regel für Arbeitsstätten ASR A1.3 übernommen.
Die DIN 4844-2 enthält einige nach wie vor gültige Symbole:

D-W021 – Warnung vor explosionsfähiger Atmosphäre
D-W022 – Warnung vor Fräswelle
D-W024 – Warnung vor Kippgefahr beim Walzen
D-W029 – Warnung vor Gefahren durch eine Förderanlage im Gleis
D-P006 – Zutritt für Unbefugte verboten
D-P023 – Hinter den Schwenkarm treten verboten
D-P030 – Nicht abdecken
D-P033 – Keine Nadeln einstechen
D-P034 –  Nicht falten oder zusammenschieben
D-E019 – Notausstieg

#### Praxis
Eine große Verbreitung finden neben den genormten und gesetzlich geregelten Zeichen auch solche, welche als praxisbewährt gehandelt werden, also in keinem Regelwerk auftauchen. Besonders zu nennen sind hierbei die Zeichen der Deutschen Bahn und eine nicht genormte Gestaltung eines Fluchtweg-Zeichens, welche insbesondere in den 1970er Jahren große Verbreitung gefunden hat:

Warnung vor ein- und durchfahrenden Zügen
Zugverkehr beachten
Arbeitsgrenze
Achtung Stromüberschlag
Unbefugte auf den Gleisen sind strengstens untersagt
Klettern auf Bahn-Waggons verboten
Sicherheitsschuhe tragen
Absturzsicherung tragen
Helm und Schutzbrille tragen
Fluchtweg

### Österreich
In Österreich gilt die 1997 eingeführte Kennzeichnungsverordnung mit Änderungen fort. Die zusätzlich gültige ÖNORM Z 1000 wurde durch die ÖNORM EN ISO 7010 ersetzt.

### USA
In den USA regeln die Normen ANSI Z535.3 und Z535.4 die Gestaltung der Sicherheitskennzeichen.

Warnung vor Hochspannung
Warnung vor Biogefährdung
Anweisung zum sicheren Ausschalten einer Maschine

Ferner sind beispielsweise folgende Sicherheitszeichen im Corps of Engineers Sign Standards Manual des United States Army Corps of Engineers aufgeführt:

Warnung vor eingegrabenem Stromkabel
Warnung vor Arbeitsstelle
Warnung vor Stolper-, Rutsch- oder Absturzgefahr
Hochspannung – Zutritt nur für Personal
Von Kran fernhalten
Rauchen und offenes Feuer verboten
Zutritt nur für Personal
Tür darf nicht verstellt werden
Fahrzeuge nur mit Genehmigung erlaubt
Arbeitsbereich sauber halten
Verletzungen umgehend melden
Augen- und Gehörschutz benutzen
Ausgang
Rettungsring
Mittel und Geräte zur Brandbekämpfung